# Mullaitivu
Mullaitivu (Tamil முல்லைத்தீவு Mullaittīvu [ˈmulːɛi̯t̪ːiːʋɯ], singhalesisch මුලතිව Mulativa [ˈmulət̪iʋə]; auch: Mullaithivu, Mullaitheevu) ist eine Stadt im Norden Sri Lankas. Sie liegt an der Ostküste in der Vanni-Region und ist Verwaltungssitz des Distrikts Mullaitivu der Nordprovinz.
Mullaitivu liegt im tamilisch besiedelten Norden Sri Lankas. Die Stadt gehört zu den Gebieten, die von tamilischen Separatisten als Teil eines unabhängigen Staates Tamil Eelam eingefordert wurden und war vom Bürgerkrieg in Sri Lanka (1983–2009) betroffen. In der Anfangsphase des Krieges unterhielt die Armee Sri Lankas einen großen Stützpunkt in Mullaitivu. Die Rebellenorganisation Liberation Tigers of Tamil Eelam (LTTE) eroberte Mullaitivu am 25. Juli 1996 und kontrollierte die Stadt bis in die Endphase des Bürgerkrieges. Im Zuge ihrer Offensive in der Endphase des Krieges eroberte die sri-lankische Armee am 25. Januar 2009 Mullaitivu als von der LTTE gehaltene Stadt.
Neben dem Bürgerkrieg wurde Mullaitivu durch die Tsunami-Katastrophe am 26. Dezember 2004 schwer in Mitleidenschaft gezogen. Ein großer Teil der Stadt wurde zerstört, im Distrikt Mullaitivu kamen insgesamt 3000 Menschen ums Leben.